# Bush Doctor
A Bush Doctor egy 1978-as   Peter Tosh lemez.

## Számok
1. "(You Gotta Walk) Don't Look Back" (with Mick Jagger)
2. "Pick Myself Up"
3. "I'm The Toughest"
4. "Soon Come"
5. "Moses The Prophet"
6. "Bush Doctor"
7. "Stand Firm"
8. "Dem Ha Fe Get A Beatin'"
9. "Creation"